# Heroi de la Unió Soviètica
L'Estel d'Or d'Heroi de la Unió Soviètica (en rus: Геро́й Сове́тского Сою́за, transliterat com Geroy Sovetskogo Soyuza) era el títol honorífic superior i el màxim grau de distinció de la Unió Soviètica instaurat per Stalin el 16 d'abril de 1934, i era atorgada per les extraordinàries accions d'heroisme en servei a l'estat.

## Antecedents
El 29 de juliol de 1936 es confirmà la posició del títol d'Heroi de la Unió Soviètica. L'Estrella d'Heroi va ser establerta l'1 d'agost de 1939 per distingir als Herois de la Unió Soviètica d'entre els receptors de l'Orde de Lenin (en aquells moments ja havia estat concedida en 122 ocasions, i l'Estel es concedí el 19 ocasions a títol pòstum). El 14 de maig de 1973 es realitzà una nova redacció dels estatuts del títol.
El disseny de la decoració correspon al pintor I. I. Dubasov.
A l'Heroi de la Unió Soviètica li eren lliurats:
- L'Estel d'Heroi de la Unió Soviètica com a símbol diferencial
- L'Orde de Lenin, com a premi superior de la Unió Soviètica
- Un Diploma acreditatiu de la Presidència del Soviet Suprem de l'URSS

La segona decoració portava també l'honor de tenir una estàtua de bronze del receptor a la seva ciutat natal, amb una placa on es grava el Decret de la Presidència del Soviet Suprem amb la decoració; i la tercera portava també l'honor de figurar a un pedestal a Moscou, prop del Palau dels Soviets (que mai no es va arribar a construir). L'Orde de Lenin només es concedia amb la primera Estel d'Heroi.
La concessió del títol d'Heroi de la Unió Soviètica només podia ser realitzat pel Presídium del Soviet Suprem de l'URSS.
Penja a l'esquerra del pit, sobre totes les ordes i medalles de l'URSS. Es llueix sempre sobre l'uniforme. Després de la Segona Guerra Mundial les còpies de l'Estel que es concedien als Herois per a l'ús diari no eren fetes de metalls preciosos.
El títol d'Heroi de la Unió Soviètica no era simplement una medalla per portar sobre el pit, sinó que era el símbol de la màxima contribució a l'Estat Soviètic. És incorrecte pensar que es tractava d'una decoració exclusiva pels oficials: els soldats rasos la podien rebre després de realitzar una gran proesa militar; els coronels i els seus subordinats pels èxits de les seves unitats, i els generals i mariscals per la realització amb èxit d'una campanya. A l'Exèrcit, fins i tot un soldat ras nomenat Heroi era tractat amb la major reverència pels generals.
Juntament amb la decoració es rebien una sèrie de privilegis de tipus social: una pensió personal, prioritat en les llistes d'habitatge, una reducció del 50% en impostos, transport personal gratuït en autobusos i trens, tractament mèdic gratuït en hospitals militars, un bitllet gratuït anual per viatjar (en primera classe), així com oportunitats en l'educació i el treball.
Va ser atorgada 12.745 vegades, la majoria d'elles durant la Gran Guerra Patriòtica (11.635 Herois de l'URSS, 101 dos cops i 3 tres cops herois). Durant la seva història, 154 persones van ser nomenades Dues vegades Herois; 3 van ser nomenades Tres cops Heroi: El Coronel General d'Aviació Ivan Kojedub, el Mariscal d'Aviació Aleksandr Pokrixkin i el Mariscal de la Unió Soviètica Semion Budionni; i, finalment, dos homes la van arribar a guanyar fins a 4 cops: el Mariscal de la Unió Soviètica Gueorgui Júkov i Leonid Bréjnev.
A més, la van rebre 12 ciutats, anomenades Heroiques, pels seus esforços durant la Guerra:
- Leningrad (1945) (la primera ciutat a rebre aquesta distinció)
- Odessa (1945)
- Sebastòpol (1945)
- Stalingrad (1945)
- Kíev (1965)
- Moscou (1965)
- La Fortalesa de Brest (Belarús) (1965)
- Novorossisk (1973)
- Minsk (1974)
- Tula (1976)
- Smolensk (1985)
- Múrmansk (1985)
- Kertx

En total, per l'estructura nacional, la majoria dels Herois eren russos, amb 8.182; els van seguir els ucraïnesos, 2.072; els belarussos, 311; els tàrtars, 161; els jueus, 108; els kazakhs, 96; els georgians, 91; els armenis, 90; els uzbeks, 69; els mordvins, 63; els xuvaxs, 45; els azerbaidjanesos, 43; els bashkirs, 39; els ossetis, 32; els maris, 18; els turcs, 16; els lituans, 15; els tadzhiks, 15; els letons, 13, els kirguisos, 12, els komis, 10, els udmurts, 10; els estonians, 9; els carelians, 9; els polonesos, 9; els calmics, 8; els kabardins, 7; els adigués, 6; els txecs, 9; els Azerbaidjanesos, 5; els avar 5; els buryat, 5; els dungan, 4; els lezguins, 4; els alemanys, 4; els francesos, 4; els txetxens, 3; els iakut, 3; els altai, 2; els bulgars, 2; els grecs; 2; els karaxainesos, 2; els kumiks, 2; els laks, 2; els Khakassians, 2, els txerkessos, 2; els finesos, 2; els assiris, 1; els balkars, 1; els veps, 1; els dargyn, 1; els catalans, 1; els coreans, 1; els kumadi, 1; els kurds, 1; els moldaus, 1; els nogai, 1; els svan, 1; els tuvans, 1; els gitanos, 1; i els evenks, 1.
El títol d'Heroi de la Unió Soviètica era el primer títol com a tal al món. Si bé en certs països existeix la noció d'heroi nacional, això no era un premi oficial; tot i que després de la II Guerra Mundial el títol s'estengué en els diversos països d'òrbita socialista: Heroi de la República Popular de Bulgària, Heroi de la República Popular Mongol ó Heroi de la República Txecoslovaca Soviètica Socialista.
En certa manera, l'Estel d'Heroi de la Unió Soviètica podria comparar-se a la Creu Victòria britànica, la Creu de Cavaller de la Creu de Ferro alemanya o la Medalla d'Honor del Congrés dels Estats Units.
L'Estel d'Heroi va perdre molt de prestigi després de la caiguda de la Unió Soviètica. Molts dels governs sortits de la Unió Soviètica ja no el reconeixen ni li atorguen els privilegis que tenia. La Federació Russa, això no obstant, el segueix reconeixent, després d'haver estat modificat a Heroi de la Federació Russa. També ha tingut continuïtat a Ucraïna (Heroi d'Ucraïna) i Belarús (Heroi de Belarús).

Escut de la ciutat de Sebastòpol, amb l'Estel d'Heroi

La medalla apareix a l'escut de la ciutat de Sebastòpol.

## Història
Els primers a rebre-la van ser els pilots Anatoly Liapidevsky (certificat nº.1), Sigizmund Levanevsky, Vasili Molokov, Mavrikiy Slepnev, Nikolai Kamanin, Ivan Doronin i Mikhaïl Vodopianov, que van participar en la recerca aèria i en el rescat del trencagels Cheliuskin, que havia naufragat a l'Àrtida el 13 de febrer de 1934.
El 1934, es va nomenar Heroi al pilot M.M. Gromovu, pel rècord de distància en vol directe (12.411 km en 75 hores), i el 1936 al també pilot V.P. Chkalov pel vol directe Moscou-Extrem Orient.
El 31 de desembre de 1936 va atorgar-se per primera vegada per les proeses militars, sent atorgades a 11 participants de la Guerra Civil espanyola, tres d'ells a títol pòstum (és remarcable que tots ells eren pilots). En total, el títol d'Heroi de la Unió Soviètica va ser concedit a 59 participants de l'expedició soviètica en ajut a la Segona República Espanyola.
El 25 d'octubre de 1938 tindria lloc la primera concessió en massa del títol d'Heroi, sent atorgada a 26 caps dels combats amb els japonesos a la regió del llac Hasan, prop de Vladivostok (i per primera vegada seria atorgada a soldats rasos, en total 4 dels 26).
El 2 de novembre de 1938 va ser atorgada per primer cop a les dones. Les aviadores V.S. Grizodubova, P.D. Ossipenko i M.M. Raskova la van rebre per la realització del vol directe Moscou-Extrem Orient amb l'avió "Pàtria", amb una distància de 5.908 km.
Durant la Guerra Fineso-Soviètica van ser nomenats 412 Herois. El Major General pilot S.P. Denisov va rebre l'Estel dues vegades, sent el 5è i darrer Dues vegades Heroi de preguerra.
El darrer Heroi d'abans de la Gran Guerra Patriòtica va ser el català Ramon Mercader, per l'assassinat de Trotski a Mèxic. La concessió va ser realitzada amb pseudònim, car Mercader complia condemna a Mèxic.
En total, abans de començar la Gran Guerra Patriòtica el títol d'Heroi de la Unió Soviètica havia estat atorgat en 626 ocasions (incloent a 3 dones), i 5 dels quals eren Dues vegades Heroi.
Si bé durant la Gran Guerra Patriòtica es concediren un 92% del total dels títols d'Heroi, durant el primer any de la guerra amb prou feines va ser concedida en unes desenes d'ocasions: mentre que els alemanys s'apropaven a Moscou, les decoracions van ser oblidades durant molt temps. El 1943, amb l'inici de les operacions ofensives soviètiques, la concessió del títol ja va ser més corrent. Per l'aproximació cap al Dnièper va ser concedida en 2.438 ocasions (47 Mariscals i Generals, 1.123 oficials i 1.268 sots-oficials i tropa). El cap de la Divisió de Fusellers I.I. Fesin va ser el primer soldat fora de la Força Aèria en ser nomenat Dues vegades Heroi. També va ser atorgada per primer cop a algú que ni era membre de l'Exèrcit Roig ni ciutadà soviètic, el sotstinent Otakar Jarosh, membre del 1r batalló txecoslovac. El 1944 es va concedir en tres mil ocasions, bàsicament a soldats d'infanteria.
Excepte a la Força Aèria Soviètica no hi havia requeriments específics per ser nomenat Heroi. Stalin publicà una directiva per aquesta arma el 19 d'agost de 1941 especificant els requeriments mínims per rebre el títol, en funció del nombre de missions realitzades i/o a les victòries aconseguides (en missions d'atac aire-terra durant el dia, si un pilot sobrevivia 40 missions podia optar a ser nomenat Heroi). Gràcies a aquesta directiva, el pilot Major Alexandr Pokrixkin rebé el 3r Estel després d'aconseguir 53 victòries aèries.
Aquells que s'havien rendit o havien estat capturats no eren elegibles per rebre la distinció, la qual cosa portà a certes injustícies (com la del pilot Tinent Mikhaïl Deviataev, que va ser abatut en una missió i capturat al juliol de 1944. Al febrer de 1945 aconseguí escapar robant un alemany; i no va rebre l'Estel d'Heroi fins al 1957, quan va ser "políticament rehabilitat" i Stalin ja portava 4 anys mort).
També hi ha Herois creats per motius propagandístics, com el soldat Alexandr Matrosov, que es llançà sobre una metralladora alemanya i assegurà l'èxit de la seva unitat. Aquest fet succeí el 23 de febrer de 1943, en el 25è aniversari de l'Exèrcit Roig, en una unitat anomenada Stalin. La recerca de postguerra revelà que Matrosov només era un mite creat per elevat la moral de les tropes.
Pel Decret del 2 d'abril de 1945 s'atorga per darrer cop l'atribució del Títol d'Heroi de la Unió Soviètica a tot el personal d'una sotsdivisió, concretament a 67 soldats del grup de desembarcament que van participar en l'alliberament de la ciutat de Nikolaev.
Per l'Alliberament de Txecoslovàquia va ser concedida en 88 ocasions, per l'Alliberament de Polònia en 1.667 ocasions i, per la batalla de Berlín, en 600.
Durant la Guerra contra Japó va ser concedida en 93 ocasions, 6 d'ells nomenats Dues Vegades Heroi:
- Mariscal de la Unió Soviètica Aleksandr Vassilevski
- General A.G. Kravtxenko, cap del 6è. Exèrcit de la Guardia
- General N.I. Krilov, cap del 5è. Exèrcit
- Mariscal en cap d'Aviació Aleksandr Nóvikov
- General I.A. Pliev, comandant del grup mecanitzat
- Tinent Major V.N. Leonov, de la Infanteria de Marina.

Durant la Gran Guerra Patriòtica, entre els Dues vegades Heroi de la Unió Soviètica havien 3 Mariscals de la Unió Soviètica (Aleksandr Vassilevski, Konstantín Rokossovski i Ivan Koniev), un Mariscal en cap d'Aviació (Alexander Nóvikov), 21 generals i 76 oficials. No ho va ser cap sots-oficial ni cap soldat. Dos van ser a títol pòstum.
Entre tots els Herois dels anys de la Gran Guerra Patriòtica i la Guerra del Japó, l'exèrcit més distingit va ser el de terra: més de 8.000 membres d'Infanteria, 1.800 artillers, 1.142 tropes cuirassades, 650 sapadors, 290 treballadors de comunicacions i 52 membres de rereguarda. Els Herois de les Forces Aèries van ser uns 2.400; 513 pertanyents a la Marina Roja, 150 membres de les Tropes Frontereres i Guardes de Seguretat i 234 Partisans. En total havien més de 90 dones, que van servir a totes les armes (llevat de les Tropes Frontereres i Guardes de Seguretat); més de la meitat de les quals la van rebre a títol pòstum.
Durant la Guerra de Corea, 64 pilots del Cos de Caça de la Força Aèria Roja van ser nomenats Herois. També d'aquesta època és la distinció al científic polar M.M. Somova (expedició de 1950-51)
Després de la mort de Stalin, i amb el procés de desestalinització, molts dels que havien estat assenyalats com a "traïdors a la Pàtria" van ser rehabilitats, i en alguns casos, van rebre la distinció d'Heroi de la Unió Soviètica.
L'any 1962 van ser distingits com Heroi als comandants del submarí atòmic K-3 Leninsky Komsomol per la travessia per sota dels gels perpetus del Pol Nord.
Des del 1961 s'inicià la tradició de nomenar Heroi als cosmonautes soviètics, sent òbviament el primer Iuri Gagarin. Els cosmonautes que realitzaven un segon viatge tornaven a rebre l'Estel d'Heroi, però en cas de fer un tercer viatge ja només rebien l'Orde de Lenin. Els cosmonautes que pertanyien a un país socialista també eren nomenats Herois de la Unió Soviètica, mentre que els astronautes de països capitalistes que participaven en missions conjuntes amb instal·lacions soviètiques només rebien l'Orde de l'Amistat dels Pobles.
El 1966, el Secretari General del Partit Comunista de la Unió Soviètica, Leonid Bréjnev, la rebé el dia del seu aniversari, així com el 1976, 1978 i 1988 (sent el primer i únic en la història 4 vegades Heroi de la Unió Soviètica i Heroi del Treball Socialista)

## Disseny
Consisteix en un estel d'or de 5 puntes amb raigs plans que surten des del centre fins a la punta. La distància entre el centre fins a la punta del raig és de 15mm, i la distància entre les puntes és de 30mm.
El revers de la medalla és llis. Al centre de la medalla apareix la inscripció ГЕРОЙ CCCP ("Heroi de l'URSS")
La medalla pesa 21,5 grams.
Es suspèn sobre un galó de seda vermella rectangular, de 15X19,5mm. Està emmarcada en or, amb una amplada total de 20mm. Es subjecta mitjançant un cargol.

## Condecorats

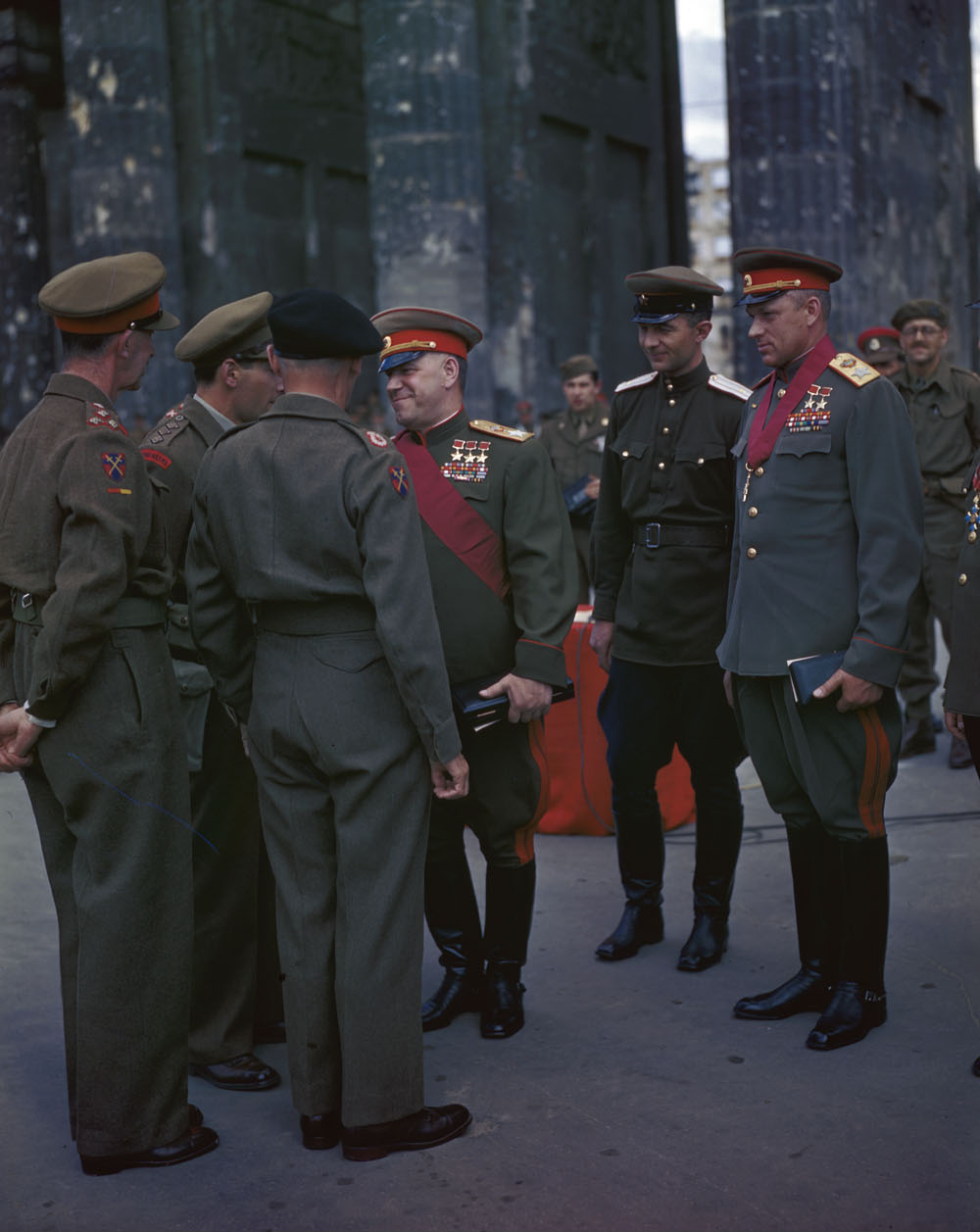
El Mariscal Gueorgui Júkov (centre) lluint 3 estrelles d'Heroi de la Unió Soviètica, i el Mariscal Konstantín Rokossovski (dreta) lluint-ne'n dues.

### Una vegada
- Mikhaïl Deviataev
- Iuri Gagarin
- Ivan Golubets
- Zoia Kosmodemiànskaia
- Nikolai Kuznetsov
- Otto Schmidt
- Richard Sorge
- Valentina Tereixkova
- Anna Iegórova
- Vasili Zàitsev
- Iekaterina Riabova

### Dues vegades
- Azi Aslanov
- Hovhannès Bagramian
- Aleksei Fiódorov
- Sydir Kovpak
- Vasili Glazunov
- Andrian Nikolàiev
- Nelson Stepanian
- Amet-Han Sultan
- Semion Timoixenko
- Aleksandr Vassilevski
- Kliment Voroixílov

### Tres vegades
- El Coronel General d'Aviació Ivan Kojedub - (04/02/1944, 19/08/1944, 18/08/1945)
- El Mariscal d'Aviació Aleksandr Pokrixkin - (24/05/1943, 24/08/1943, 19/08/1944)
- El Mariscal de la Unió Soviètica Semion Budionni - (01/02/1958, 24/04/1963, 22/02/1968)

### Quatre vegades
- El Mariscal de la Unió Soviètica Gueorgui Júkov- (29/08/1939, 29/07/1944, 01/06/1945, 01/12/1956),
- El Mariscal de la Unió Soviètica Leonid Bréjnev - (18/12/1966, 18/12/1976, 19/12/1978, 18/12/1981),

### Personalitats estrangeres decorades
| Marcel Albert · Aleksandar Panaiótov Aleksandrov · Abdel Hakim Amer · Jacques André · Ahmed Ben Bella · Josef Buršík · Fidel Castro · Jean-Loup Chrétien · Muhammed Faris · Bertalan Farkas · Jügderdemidiin Gürragchaa · Mirosław Hermaszewski · Juliusz Hibner · Erich Honecker · Gustáv Husák · Gueorgui Ivanov · Sigmund Jähn · Otakar Jaroš · Tòdor Jívkov · János Kádár · Aniela Krzywoń · | Roland de La Poype · Marcel Lefèvre · Ramon Mercader · Erich Mielke · Abdul Ahad Mohmand · Ján Nálepka · Gamal Abdel Nasser · Vladimír Remek · Rubén Ruiz Ibárruri · Rakesh Sharma · Antonín Sochor · Ludvík Svoboda · Arnaldo Tamayo · Richard Tesařík · Phạm Tuân · Walter Ulbricht · Stěpan Vajda · Władysław Wysocki · Zahari Zahariev · Vladimir Zaimov |